# Mačka na vrućem limenom krovu (1958.)
Mačka na vrućem limenom krovu (eng. Cat on a Hot Tin Roof) je američka drama iz 1958. godine koju je režirao Richard Brooks. Temeljena je na istoimenoj kazališnoj predstavi nagrađenoj Pulitzerom autora Tennesseeja Williamsa za koju su scenarij napisali Richard Brooks i James Poe. Film je postao jedan od 10 najvećih box-office hitova 1958. godine, a glavne uloge u njemu su ostvarili Elizabeth Taylor, Paul Newman i Burl Ives.

## Radnja
Jedne večeri kasno navečer pijani Brick Pollitt (Paul Newman) pokušava se prisjetiti svojih slavnih dana iz srednje škole dok je bio popularni sportaš te odluči preskakati prepone na igralištu. Neočekivano padne preko jedne pa je zbog ozljede primoran nositi štaku. Sljedećeg dana vidimo Bricka i njegovu suprugu Maggie "Mačku" (Elizabeth Taylor) kako se nalaze u posjeti njegovoj obitelji u državi Mississippi, povodom proslave 65.  rođendana Velikog Tate (Burl Ives).
Depresivan, Brick odluči svoje dane provesti pijući alkohol i odbijajući svoju privlačnu suprugu koja mu non-stop nabacuje veliko nasljeđe Velikog Tate. Mnoge aluzije nabacane su kao razlozi njihovog posrnulog braka - najveće od njih su spekulacije zašto Maggie još uvijek nije rodila dijete, dok Brickov brat Gooper (Jack Carson) i njegova supruga Mae (Madeleine Sherwood) imaju već cijeli klan koji veselo trčkara imanjem, bez nadzora.
Veliki Tata i Velika Mama (Judith Anderson) vraćaju se iz bolnice na aerodrom gdje ih dočekuju Gooper i njegova supruga skupa s Maggie. Unatoč velikim naporima Mae, Goopera i njihove djece da mu privuku pažnju, Veliki Tata gleda samo Maggie. Vijesti koje donose sa sobom su one da Veliki Tata ipak ne umire od raka. Međutim, doktor se kasnije nasamo nalazi s Brickom i Gooperom te otkriva svoju laž - Veliki Tata ipak ima neizlječivu bolest, ali obitelj mu ništa ne govori, jer želi da ostane sretan. Maggie moli Bricka da se počne brinuti za očevo imanje, ali Brick tvrdoglavo odbija. Nakon što Velikom Tati dojadi sin koji se neprestano nalazi pod utjecajem alkohola, on odluči s njim obaviti dugi razgovor i saznati u čemu je problem. Brick gnjevno odbija odgovarati na pitanja.
Ipak, Veliki Tata ne posustaje te u razgovor uvlači Maggie koja napokon ispriča što se dogodilo one noći kad je Brickov prijatelj Skipper počinio samoubojstvo. Maggie otkriva da je bila ljubomorna na Skippera zbog toga što je on više vremena provodio s Brickom. Tvrdi da je željela uništiti njihov odnos "pod svaku cijenu". Namjeravala je zavesti Skippera i onda lagati o njihovoj vezi svome suprugu. Međutim, u posljednji trenutak se uplašila kako bi na taj način mogla izgubiti svog muža te otišla od Skippera. Brick okrivljuje Maggie za Skipperovu smrt, ali se kasnije otkriva da zapravo krivi samoga sebe što nije pomogao Skipperu kada ga je ovaj zvao u histeričnom stanju.
Nakon toga Veliki Tata otkriva da će ipak umrijeti od raka i da će mu ovaj rođendan biti posljednji. Utučen, on se povlači u podrum. U međuvremenu, Gooper, njegova supruga, Maggie i Brick se svađaju oko ostavštine Velikog Tate. Na kraju Brick odlazi u podrum za tatom gdje su skriveni mnogi antikviteti i obiteljske vrijednosti. Nakon što pronađe oca njih dvojica se ponovno sukobljavaju ispred velikog postera na kojem je prikazan Brick u mlađim danima dok je bio sportaš. U međuvremenu se ostatak obitelji također svađa, a Velika Mama ispada najsnažnijom figurom. Nakon što svađe prođu Maggie odluči dati svoj poklon Velikom Tati: obznanjuje mu da je trudna. Mae je proglasi lažljivicom, ali Veliki Tata i sam Brick brane njezinu laž iako znaju da ne govori istinu. Čak i Gooper priznaje samom sebi da "ta djevojka ima život u sebi". Na kraju se Maggie i Brick pomire, a u posljednjoj sceni ih vidimo kako se ljube ispred kreveta što je implikacija da će uskoro voditi ljubav.

## Glumačka postava
- Elizabeth Taylor kao Margaret "Maggie/Maggie Mačka" Pollitt
- Paul Newman kao Brick Pollitt
- Burl Ives kao Harvey "Veliki Tata" Pollitt
- Judith Anderson kao Ida "Velika Mama" Pollitt
- Jack Carson kao Cooper "Gooper" Pollitt
- Madeleine Sherwood kao Mae Flynn Pollit
- Larry Gates kao Dr. Baugh

## Produkcija
Originalna kazališna predstava Mačka na vrućem limenom krovu debitirala je na Broadwayju 24. ožujka 1955. godine, a u njoj su Ives i Sherwood glumili uloge koje će kasnije ponoviti i u filmu. Ben Gazzara u predstavi je glumio Bricka, ali je odbio nastupiti u filmu kao i Elvis Presley. Lana Turner i Grace Kelly su bile razmatrane za ulogu Maggie prije nego što ju je dobila Taylor.
Produkcija filma započela je 12. ožujka 1958. godine, a već 19. ožujka Taylor je oboljela od virusa zbog kojeg je bila spriječena snimati. 21. ožujka otkazala je planove za putovanje na koje je trebala ići s tadašnjim suprugom Mikeom Toddom u New York kako bi on primio nagradu. Taj zrakoplov se srušio, a svi putnici na njemu su poginuli. Zbog žalosti, Taylor nije snimala film sve do 14. travnja 1958. nakon čega se vratila na set puno mršavija i u lošijem stanju.

## Nagrade i nominacije
Tennessee Williams navodno je bio strahovito nezadovoljan scenarijem u kojem su gotovo u potpunosti izbačene homoseksualne teme, a treći čin je izmijenjen te je uključivao dugačku scenu pomirenja Bricka i Velikog Tate. Paul Newman, glavna zvijezda filma, također je izrazio svoje razočaranje adaptacijom. Zbog koda Hays Brickova seksualna žudnja za Skipperom morala je biti limitirana, a zbog toga je uklonjena i kritika homofobije i seksizma koju kazališna predstava ima u sebi. Williamsu se toliko nije svidjela filmska adaptacija njegove predstave da je govorio ljudima koji su čekali kupiti kino ulaznice u redovima: "Ovaj film vratit će filmsku industriju 50 godina unatrag. Idite kući!"
Unatoč tome, film je dobro primljen od strane kritičara, a postao je i jedan od najvećih box-office hitova te godine. Sveukupno film je imao 6 nominacija za prestižnu nagradu Oscar te dvije za Zlatni globus. Glumac Burl Ives te godine osvojio je Oscara za najboljeg sporednog glumca, ali ne za ovaj film već za western The Big Country. Film Mačka na vrućem limenom krovu vjerojatno se u to vrijeme smatrao previše kontroverznim za Akademiju; nije osvojio niti jednog Oscara.

### Oscar
Film Mačka na vrućem limenom krovu imao je 6 nominacija za nagradu Oscar, ali nije osvojio niti jednu:
- Najbolji film - Lawrence Weingarten
- Najbolji redatelj - Richard Brooks
- Najbolji glumac - Paul Newman
- Najbolja glumica - Elizabeth Taylor
- Najbolji adaptirani scenarij - Richard Brooks i James Poe
- Najbolja kamera (u boji) - William Daniels

### Zlatni globus
Film Mačka na vrućem limenom krovu imao je dvije nominacije za Zlatni globus, ali nije osvojio niti jednu:
- Najbolji film (drama)
- Najbolji redatelj - Richard Brooks

## Vanjske poveznice
- Mačka na vrućem limenom krovu u internetskoj bazi filmova IMDb-a
- Mačka na vrućem limenom krovu na Box Office Mojo